# USS Oregon (BB-3)
«Орегон (BB-3)» (англ.  USS Oregon (BB-3)) — был третьим броненосцем 1-го класса типа «Индиана», спроектированным и построенным для ВМФ США.
30 июня 1890 было одобрено строительство третьего корабля типа «Индиана». Контракт на строительство «Орегона» был заключен 19 ноября 1890 с компанией Union Iron Works в Сан-Франциско, Калифорния. Её киль был заложен ровно год спустя в 1891 году, спущен на воду 26 октября 1893. Бутылку о борт корабля разбила мисс Дейзи Эйнсворт. Введен в состав флота 26 июня 1896. 15 июля 1896 капитаном корабля стал Х. Л. Хоуисоном. «Орегон (BB-3)» получил прозвище «Бульдог военно-морского флота».
На борту корабля служил американский художник Ринальдо Кунео.

## История службы
28 октября 1893 года с пущен на воду.
15 июля 1896 года введён в эксплуатацию. Октябрь-ноябрь 1896 года — ходовые испытания. 28 декабря — назначен в состав Тихоокеанского флота.
16 февраля 1897 года прибыл в Сан-Франциско после посещения Акапулько, Мексика (24 января 1897 года). 18 февраля 1897 года по приказу направляется в Сан-Франциско. Следует во Флориду дальним походом протяжённостью 14 тысяч миль. Июнь 1897 года — проведена дооковка в военно-морской верфи в Пьюджет-Саунд Берментон, штат Вашингтон, где были установлены трюмные кили.
4 апреля - 8 апреля 1898 года прибыл в Кальяо (Перу), загрузка угля, окраска судна в военный (серый) цвет. 17 апреля - 21 апреля —  остановка в Сэнди-Пойнт (Чили).  21 апреля — остановка в Пунтас-Аренас (Чили). 30 апреля  — остановка в Рио-де-Жанейро (Бразилия). 8-9 мая 1898 года находился в порту Сальвадор (Бразилия). 18 мая  — остановка на Барбадосе. 24 мая  —  остановка в Юпитер-Инлет-Колони, штат Флорида. 26 мая - 29 мая  — остановка в Ки-Уэст, штат Флорида. 1 июня 1898 года — прибытие в Сантьяго-де-Куба. 6, 11 и 16 июня 1898 года —  бомбардировка береговых батарей. 17 июня  — загрузка угля в Гуантанамо, бомбардировка Кайманера, Куба. 26 июня  —  бомбардировка замка Морро. 3 июля 1898 года —  сражение при Сантьяго-де Куба, поражение испанского флота. 28 августа 1898 года  — Военно-морская верфь в Бруклине, произведён ремонт и перекрашивание в белый цвет. 11 ноября 1898 года — Рио-да-Жанейро, приём на борту в честь нового президента Бразилии. 26 декабря 1898 года  — Кальяо, Перу.
19 марта 1899 года  — Манила (Филиппины). 24 августа 1899 года —  остров Панай (Филиппины). 24 октября 1899 года —  Гонконг, дооковка. 8 ноября  —  высадка морских пехотинцев для поддержки армии в Лингаен (Филиппины). 24 ноября  —  высадка 201 морского пехотинца в Виган, Лусон, (Филиппины).
Апрель 1900 года  —  Йокагама (Япония). 26 мая 1900 года —  дооковка в Гонконге. 23 июня  —  в районе Люйшунькоу (Китай) садится на мель. 5 июля  —  снят с мели и доставлен в Хоуки (Китай), проведён осмотр и ремонт. 17 июля  —  верфь в Куре, обширный ремонт нижней части корпуса. С конца августа 1900 года — несение службы на реке Янцзы.
22 февраля 1901 года  —  Гонконг, повторное проведение дооковки и ремонта нижней части корпуса из-за некачественного ремонта в Японии. 5 мая - 7 сентября 1901 года — находится на военно-морской верфи Пьюджет-Саунд.
1 ноября 1903 года направляется в Йокагаму (Япония). 18 декабря 1903 года - февраль 1896 года  — служба на азиатской станции, Йокагама.
Февраль 1906 года  —  возвращение в США. 26 апреля 1906 года выведен из состава боевого флота. 26 апреля 1906 года - 23 октября 1911 года —  полный капитальный ремонт и модернизация, Военно-морская верфь в Пьюджет-Саунд, Бремертон, штат Вашингтон.
2 ноября 1911 года  — Сан-Педро, штат Калифорния, выставлен для обозрения и проведения экскурсий. 3 ноября - 27 ноября 1911 года —  туры по южным портам Калифорнии. 4 декабря 1911 года —  возвращение в Пьюджет-Саунд.
Январь 1915 года  — возвращение в Сан-Франциско.

## Награды
- Spanish American Campaing Medal (Медаль за Испанскую кампанию)
- Philippint Campaing Medal (Медаль за Филиппинскую кампанию)
- World War 1 Victory Medal (Медаль за победу в Первой мировой войне)
- American Defense Service Medal (Памятная медаль обороны Америки)
- Asiatic-Pacific Campaing Medal (Медаль за Азиатско-Тихоокеанскую кампанию)
- World War 2 Victory Medal  (Медаль за победу во Второй мировой войне)